# Општина Межица
Општина Межица (словен. Mežica) је једна од општина Корушке регије у држави Словенији. Седиште општине је истоимени град Межица.

## Природне одлике
Рељеф: Општина Межица налази се у северном делу Словеније, у западном делу покрајине словеначке Корушке. Општина је гранична ка Аустрији на западу. Општина се налази у горњем делу долине реке Меже, испод Караванки.
Клима: У општини влада умерено континентална клима.
Воде: Најважнији водоток у општини је река Межа. Сви остали водотоци су мали и њене су притоке.

## Становништво
Општина Межица је густо насељена.

## Насеља општине
| - Брег - Лом - Межица - Онкрај Меже - Плат - Подкрај при Межици |

## Додатно погледати
- Межица